# Vicente Arze
Vicente Arze Camacho, né le 22 novembre 1985 à Santa Cruz de la Sierra en Bolivie, est un footballeur international bolivien, qui évolue au poste de milieu au Club Blooming.

## Biographie

### Carrière en équipe nationale
Vicente Arze joue son premier match en équipe nationale le 11 juin 2013 lors d'un match des éliminatoires de la Coupe du monde 2014 contre le Chili (détaite 3-1). 
Au total, il compte 3 sélections et 0 but en équipe de Bolivie depuis 2013.

## Palmarès
- Avec le Vancouver Whitecaps :
  - Champion de l'USL First Division en 2008

- Avec l'Esteghlal Téhéran :
  - Champion d'Iran en 2013